# حي أول مايو (عدن)
حي أول مايو هو أحد أحياء مديرية دار سعد في محافظة عدن اليمنية. يبلغ تعداد سكانه 26381 نسمة حسب التعداد السكاني في اليمن لعام 2004.

## حارات الحي
| الحارات              | السكان |
| -------------------- | ------ |
| حارة العلفي          | 8122   |
| حارة دار منصور       | 284    |
| حارة بئر فضل         | 179    |
| حارة المدينة الخضراء | 293    |
| حارة اليرموك         | 1155   |
| حارة عبد الباري      | 15125  |
| حارة مصعبين          | 689    |
| حارة العماد          | 534    |